# Daniel Nicolas
Pour les articles homonymes, voir Nicolas.
Daniel Nicolas est un magistrat et homme politique français, né le 20 mars 1796 (30 ventôse an IV) à Montélimar (Drôme) et mort le 15 septembre 1863 à Saint-Gervais-sur-Roubion (Drôme). 

## Biographie
Daniel Nicolas naît le 30 ventôse an IV à Montélimar. Il est le fils de Jacques Daniel Nicolas (Nicolas du Roure, avant la Révolution), notaire royal puis notaire public à Montélimar et de Marie Rousset.
Magistrat, Daniel Nicolas devient maire de Montélimar à la suite de la Révolution de juillet 1830 et le reste jusqu'à sa nomination en tant que conseiller à la Cour royale de Grenoble, en février 1831. Il devient président de chambre de cette même Cour en 1835. 
Il est député de la Drôme de 1846 à 1848 (VIIe législature), siégeant avec le tiers-parti. Il est premier président de la Cour d'appel de Riom en 1849 et conseiller à la Cour de cassation de 1856 jusqu'à son décès en 1863.
Il meurt le 15 septembre 1863 à Saint-Gervais-sur-Roubion, au quartier de Maret.

## Distinction
- Chevalier de la Légion d'honneur (brevet du 31 mai 1837)[5]

## En savoir plus